# Ambric
Ambric, Inc. — компания-разработчик компьютерных процессоров архитектуры Ambric. Разработанные ею массово-параллельные процессоры Am2045 в основном использовались в высокопроизводительных встраиваемых системах, предназначенных для обработки медицинских изображений, видео и сигналов.
Ambric была основана в 2003 году в Бивертоне (штат Орегон, США) Джеем Эйзенлором и Энтони Марком Джонсом. Эйзенлор ранее основал компанию Rendition, Inc. и продал её компании Micron Technology за 93 миллиона долларов, а Джонс являлся ведущим экспертом в области проектирования аналоговых, цифровых и системных интегральных схем и был автором более 120 патентов США. Джонс также был основателем ряда компаний до Ambric, а после неё стал соучредителем компании Vitek IP вместе с экспертом по технологиям и патентам Дэном Бюри в 2019 году. Компания Ambric разработала и представила Am2045 и программные средства для работы с ним в 2007 году, но стала жертвой финансового кризиса 2007—2008 годов. В 2009 году компанию Ambric вместе с Am2045 и инструментарием купила компания Nethra Imaging, Inc., которая закрылась в 2012 году.

## Архитектурная и программная модель
Архитектура Ambric представляет собой мультипроцессор с распределенной памятью с массовым параллелизмом, основанный на структурной объектной программной модели (англ.). Каждый процессор программировался на традиционном языке Java (строгое подмножество) и/или на ассемблере. Сотни процессоров на микросхеме отправляют данные и управляющие сообщения друг другу через реконфигурируемые самосинхронизирующиеся каналы связи, которые обеспечивают как передачу данных, так и синхронизацию. Модель вычислений очень похожа на сеть процессов Кана с ограниченными буферами.

## Устройства и инструменты
Процессор Am2045 имеет 336 32-разрядных цифровых сигнальных процессора типа RISC с фиксированной запятой и 336 2-кибибайтных запоминающих устройств, работающих на частоте до 300 МГц. Он имеет интегрированную среду разработки на основе Eclipse, включающую редактор, компилятор, ассемблеры, симулятор, генератор конфигурации, отладчик исходного кода и библиотеки обработки видео/изображений, обработки сигналов и видеокодеков.

## Энергопотребление и производительность
При работе с числами с фиксированной запятой Am2045 обеспечивает 1 тераOPS (операций в секунду) и 50 гигаMAC (операций Умножение-сложение в секунду) при потребляемой мощности 6-12 Вт (в зависимости от приложения).

## Приложения
Микропроцессоры Ambric использовались для сжатия видео высокого разрешения, 2K и 4K, транскодирования и анализа, распознавания изображений, медицинской визуализации, обработки сигналов, программно-определяемых радиосистем и других приложений потокового мультимедиа с интенсивными вычислениями, которые в противном случае использовали бы FPGA, DSP или специализированные заказные микросхемы (ASIC). Компания заявила о таких преимуществах, как более высокая производительность и энергоэффективность, масштабируемость, более высокая производительность за счет программирования, а не аппаратного проектирования, а также коммерческую доступность производимых процессоров.
Библиотеки видеокодеков были доступны для различных форматов профессиональных камер и видеоредакторов, таких как DVCPRO HD, VC-3 (DNxHD), AVC-Intra и других.
В одной из заказных рентгеновских систем использовалось более 13 000 ядер, содержащихся в 40 микросхемах Am2045, выполняющих 3D-реконструкцию при энергопотреблении менее 500 Вт в одном шасси формата AdvancedTCA.

## Конкуренты
Среди массово-параллельных процессоров можно отметить picoChip (англ.) и IntellaSys, а также исследовательский чип AsAP (англ.) Калифорнийского университета в Дейвисе. Микропроцессоры, которые можно отнести к многоядерным, также предлагают или предлагали компании Aspex Semiconductor, Cavium, ClearSpeed (англ.), Coherent Logix, SPI (англ.) и Tilera. Более крупные процессорные компании, Texas Instruments и Freescale Semiconductor, предлагают многоядерные процессоры, но с меньшим количеством ядер (обычно 3-8) и используют традиционные модели программирования с общей памятью, чувствительные ко времени.

## Признание
В 2006 году отраслевой журнал Microprocessor Report присудил «MPR Analysts 'Choice Award for Innovation» («Награда за инновации по выбору аналитиков журнала») архитектуре Ambric «за концепцию дизайна и архитектуру своего массивно-параллельного процессора Am2045».
В 2013 году архитектура Ambric получила награду Top 20 на Международном симпозиуме по программируемым специализированным вычислительным машинам, проведённым IEEE, признав её одной из 20 самых значительных разработок, представленных за 20-летнюю историю конференции.